# 王继沂
王继沂（?—?），五代十国時期光州固始（今河南固始）人，閩國天德帝王延政的儿子。
王延政反对哥哥王延羲称帝，945年，南唐元宗李璟灭闽国，王延政、王继沂父子投降。闽国灭亡后，他们居住在广陵，周世宗攻克扬州，对王延政、王继沂父子和楚国亡国之君马希崇抚存有加。